# Chopard
Chopard (рус. Шопа́р) — швейцарский производитель часов и ювелирных украшений премиум класса.

## История
Компанию основал 24-летний Луи-Улисс Шопар (фр. Louis-Ulysse Chopard) в 1860 году в городке Сонвийе в Юрских горах Швейцарии. Сначала Шопар сконцентрировался на производстве точных карманных часов и хронометров, используя различные инновационные идеи. Качество хронометров вскоре позволило Шопару стать главным поставщиком часов для Швейцарских железных дорог. Качество первых карманных часов L.U.C., названных именем Луи-Улисса Шопара, в 1912 году высоко оценил последний русский император Николай II.
В 1920 году фирма переезжает в Женеву. К началу 1960-х годов Поль-Андре Шопар, последний часовщик, носивший знаменитую фамилию, продаёт компанию — его сыновья не захотели продолжать семейную традицию. В 1963 году компанию приобретает владелец немецкой компании «Eszeha» Карл Шойфель, третий представитель династии ювелиров и часовщиков. Поль-Андре Шопар работает в фирме до самой смерти в 1968 году.
Карл Шойфель решил сохранить стандарты качества и традиции, которыми отличалась продукция Chopard. Компания укрупняется, — с момента покупки компании количество людей, работающих на Chopard, возросло с 12 до 720.
В 1975 году компания переезжает из центра Женевы в Мейрин-Женеву, а в 1986 году в Женеве открывается бутик Chopard. В 1996 году Chopard строит фабрику в Юрских горах, в местечке Флерье. Карл Фридрих Шойфель стремился организовать самостоятельное производство всех до единой деталей часов.
В 1996 году была создана новая модель, механизм для которой был полностью разработан и изготовлен в мастерских Chopard. Модель «L.U.C. 1860» прошла строжайшие испытания, которые необходимы для того, чтобы часы удостоились знаменитого «Женевского клейма», подтверждающего подлинность изделия Женевской часовой фирмы. В 1997 году мужские часы «L.U.C. 1860» завоевали престижную награду «Часы года». Эта награда присуждается специальным жюри, состоящим из розничных торговцев часами и журналистов, которые освещают часовую тематику.